# كيم جي وو
كيم جي وو (بالكورية: 김지우)‏ هي ممثلة كورية جنوبية. ولدت يوم 22 نوفمبر 1983 في سول في كوريا الجنوبية.

## روابط خارجية
- كيم جي وو على موقع IMDb (الإنجليزية)
- كيم جي وو على موقع قاعدة بيانات الفيلم (الإنجليزية)